# 圧力係数
圧力係数（あつりょくけいすう）とは、流体力学で使われる無次元数の一種である。以下の公式で求められる。
{\displaystyle C_{p}={\frac {2p}{U^{2}\rho }}}
ただし、{\displaystyle C_{p}}は圧力係数、{\displaystyle p}は流体に働く圧力、{\displaystyle U}は流体の流速、{\displaystyle \rho }は流体の密度を示す。完全流体では{\displaystyle C_{p}=1-4\sin ^{2}\theta }となる。

## 定義
圧力係数は、水や空気など、非圧縮性および圧縮性の両方の流体の研究に用いられるパラメータである。無次元係数と次元のある物理量との関係は以下のとおりである：
{\displaystyle C_{p}={p-p_{\infty } \over {\frac {1}{2}}\rho _{\infty }V_{\infty }^{2}}}
ここで、
{\displaystyle p}：評価点の静圧
{\displaystyle p_{\infty }}：自由流（例：遠方の未攪乱流）の静圧
{\displaystyle \rho _{\infty }}：自由流の密度（例：15°C、海面の空気は1.225 kg/m³）
{\displaystyle V_{\infty }} ：自由流の速度、または物体の流体中の速度

## 非圧縮性流れ
ベルヌーイの定理を用いることで、ポテンシャル流（非粘性・定常流）において圧力係数は次のように簡略化できる：
{\displaystyle C_{p}|_{M\,\approx \,0}={p-p_{\infty } \over p_{0}-p_{\infty }}={1-{\bigg (}{\frac {u}{u_{\infty }}}{\bigg )}^{2}}}
ここで、
{\displaystyle u} ：評価点の流速
{\displaystyle M}：マッハ数（極限では0）
{\displaystyle p_{0}}：よどみ点圧力
この式は、速度と圧力の変動が小さく、密度変化を無視できる非圧縮性流体において有効である。一般にマッハ数が0.3未満の流れではこの近似が成り立つとされる。
- {\displaystyle C_{p}=0} ：圧力が自由流圧力と等しい
- {\displaystyle C_{p}=1} ：よどみ点圧力
- 液体の流れにおける{\displaystyle C_{p}} の最小値をキャビテーション数に加えることで、キャビテーションマージンを算出できる。マージンが正の場合、流れは局所的に完全に液体であり、ゼロまたは負の場合、流れはキャビテーションあるいは気体である。

例えば、グライダー設計では {\displaystyle C_{p}=-1} となる場所が「全エネルギーポート」の位置として適しており、バリオメーター（垂直速度計）への圧力供給に用いられる。

## 圧縮性流れ
空気のような圧縮性流体の高速流では、動圧（{\displaystyle {{\frac {1}{2}}\rho v^{2}}}）がよどみ点圧力と静圧の差を正確に表さなくなる。また、よどみ点圧力=全圧の関係も断熱でない限り必ずしも成立しない（例：衝撃波の存在）。そのため、圧縮性流では圧力係数が1を超えることがある。

### 摂動理論
圧力係数 {\displaystyle C_{p}} は、非渦流かつ等エントロピーの流れにおいて、速度ポテンシャル {\displaystyle \Phi } および摂動ポテンシャル {\displaystyle \phi } を自由流速度 {\displaystyle u_{\infty }} で標準化することで表せる：
{\displaystyle \Phi =u_{\infty }x+\phi (x,y,z)}
ベルヌーイの定理より
{\displaystyle {\frac {\partial \Phi }{\partial t}}+{\frac {\nabla \Phi \cdot \nabla \Phi }{2}}+{\frac {\gamma }{\gamma -1}}{\frac {p}{\rho }}={\text{constant}}}
音速 {\displaystyle a} を用いて
{\displaystyle {\frac {\partial \Phi }{\partial t}}+{\frac {\nabla \Phi \cdot \nabla \Phi }{2}}+{\frac {a^{2}}{\gamma -1}}={\text{constant}}}
圧力係数は
{\displaystyle {\begin{aligned}C_{p}&={\frac {p-p_{\infty }}{{\frac {\gamma }{2}}p_{\infty }M^{2}}}={\frac {2}{\gamma M^{2}}}\left[\left({\frac {a}{a_{\infty }}}\right)^{\frac {2\gamma }{\gamma -1}}-1\right]\\&={\frac {2}{\gamma M^{2}}}\left[\left({\frac {\gamma -1}{a_{\infty }^{2}}}({\frac {u_{\infty }^{2}}{2}}-\Phi _{t}-{\frac {\nabla \Phi \cdot \nabla \Phi }{2}})+1\right)^{\frac {\gamma }{\gamma -1}}-1\right]\\&\approx {\frac {2}{\gamma M^{2}}}\left[\left(1-{\frac {\gamma -1}{a_{\infty }^{2}}}(\phi _{t}+u_{\infty }\phi _{x})\right)^{\frac {\gamma }{\gamma -1}}-1\right]\\&\approx -{\frac {2\phi _{t}}{u_{\infty }^{2}}}-{\frac {2\phi _{x}}{u_{\infty }}}\end{aligned}}}
ここで、{\displaystyle a_{\infty }} は自由流中の音速である。

### 局所ピストン理論
古典的なピストン理論は強力な空気力学的手法であり、運動方程式と等エントロピー摂動の仮定を用いることで、次のような表面圧力の基本式が得られる：
{\displaystyle p=p_{\infty }\left(1+{\frac {\gamma -1}{2}}{\frac {w}{a}}\right)^{\frac {2\gamma }{\gamma -1}}}
ここで、{\displaystyle w}はダウンウォッシュ速度、{\displaystyle a}は音速である。このときの圧力係数は：
{\displaystyle C_{p}={\frac {p-p_{\infty }}{{\frac {\gamma }{2}}p_{\infty }M^{2}}}={\frac {2}{\gamma M^{2}}}\left[\left(1+{\frac {\gamma -1}{2}}{\frac {w}{a}}\right)^{\frac {2\gamma }{\gamma -1}}-1\right]}
表面は次のように定義される。
{\displaystyle F(x,y,z,t)=z-f(x,y,t)=0}
滑り条件より境界条件が得られる：
{\displaystyle {\frac {\nabla F}{|\nabla F|}}(u_{\infty }+\phi _{x},\phi _{y},\phi _{z})=V_{\text{wall}}\cdot {\frac {\nabla F}{|\nabla F|}}=-{\frac {\partial F}{\partial t}}{\frac {1}{|\nabla F|}}}
ダウンウォッシュ速度{\displaystyle w}は以下のように近似できる。
{\displaystyle w={\frac {\partial f}{\partial t}}+u_{\infty }{\frac {\partial f}{\partial x}}}

## 極超音速流
極超音速領域において、圧力係数は、ニュートンの粒子理論を用いて正確に計算することができる。この理論は低速流には不正確だが、以下の3つの仮定に基づいて高速度域での物体周りの流れを記述する：
1. 流れは直線運動する粒子の流れとしてモデル化できる
2. 表面に衝突したとき、法線方向の運動量はすべて失われる
3. 接線方向の運動量は保存され、流れは物体の形状に沿って流れる

自由流速度 {\displaystyle V_{\infty }} の流れが、表面積 A を持つ面に衝突し、その面が自由流に対して角度 {\displaystyle \theta } をなしている場合、法線方向の速度成分は {\displaystyle V_{\infty }\sin \theta } である。また、その表面に衝突する質量流束は {\displaystyle \rho _{\infty }V_{\infty }A\sin \theta } である（ここで {\displaystyle \rho _{\infty }} は自由流の密度）。
このとき、ニュートンの運動の第2法則より、面に加わる力（運動量流束）は次のようになる。
{\displaystyle F=(\rho _{\infty }V_{\infty }A\sin \theta )(V_{\infty }\sin \theta )=\rho _{\infty }V_{\infty }^{2}A\sin ^{2}\theta }
これを面積 A で割ると、単位面積あたりの力、すなわち面圧（圧力差）は以下のようになる。
{\displaystyle {\frac {F}{A}}=p-p_{\infty }=\rho _{\infty }V_{\infty }^{2}\sin ^{2}\theta \implies {\frac {p-p_{\infty }}{{\frac {1}{2}}\rho _{\infty }V_{\infty }^{2}}}=2\sin ^{2}\theta }
この最後の式は圧力係数の定義と一致している。したがって、ニュートン理論は極超音速流における圧力係数を次のように予測する。
{\displaystyle C_{p}=2\sin ^{2}\theta }
非常に高速の流れ、かつ鋭い表面を持つ物体に対して、このニュートン理論は非常に良い近似を与える。

### 修正ニュートン則
丸みを帯びた物体に対して、レスター・リーズはニュートン理論を修正した理論を提案した。
{\displaystyle C_{p}=C_{p,\max }\sin ^{2}\theta }
ここで {\displaystyle C_{p,\max }}は正衝撃波の直後にあるよどみ点における最大圧力係数である。
{\displaystyle C_{p,\max }={\frac {p_{o}-p_{\infty }}{{\frac {1}{2}}\rho _{\infty }V_{\infty }^{2}}}={\frac {p_{\infty }}{{\frac {1}{2}}\rho _{\infty }V_{\infty }^{2}}}\left({\frac {p_{o}}{p_{\infty }}}-1\right)={\frac {2}{\gamma M_{\infty }^{2}}}\left({\frac {p_{o}}{p_{\infty }}}-1\right)}
ここで {\displaystyle p_{o}} はよどみ点圧力、{\displaystyle \gamma } は比熱比である。この式は理想気体の状態方程式 {\displaystyle p=\rho RT}、マッハ数{\displaystyle M=V/a}、音速 {\displaystyle a={\sqrt {\gamma RT}}} を用いて得られる。
カロリック的に完全な気体に対するレイリー・ピトー管の式によれば、よどみ点圧力と自由流圧の比は次のように表される。
{\displaystyle {\frac {p_{o}}{p_{\infty }}}=\left[{\frac {(\gamma +1)^{2}M_{\infty }^{2}}{4\gamma M_{\infty }^{2}-2(\gamma -1)}}\right]^{\gamma /(\gamma -1)}\left[{\frac {\gamma (2M_{\infty }^{2}-1)+1}{\gamma +1}}\right]}
したがって、修正ニュートン理論における最大圧力係数 {\displaystyle C_{p,\max }}は
{\displaystyle C_{p,\max }={\frac {2}{\gamma M_{\infty }^{2}}}\left\{\left[{\frac {(\gamma +1)^{2}M_{\infty }^{2}}{4\gamma M_{\infty }^{2}-2(\gamma -1)}}\right]^{\gamma /(\gamma -1)}\left[{\frac {\gamma (2M_{\infty }^{2}-1)+1}{\gamma +1}}\right]-1\right\}}
また、極限{\displaystyle M_{\infty }\rightarrow \infty }で
{\displaystyle C_{p,\max }=\left[{\frac {(\gamma +1)^{2}}{4\gamma }}\right]^{\gamma /(\gamma -1)}\left({\frac {4}{\gamma +1}}\right)}
さらに、{\displaystyle \gamma \rightarrow 1} の極限では、{\displaystyle C_{p,\max }=2} となり、これは非常に高速度域におけるニュートン理論の圧力係数と一致する。修正ニュートン理論は、丸みを帯びた物体に対する圧力分布の計算において、従来のニュートン理論よりも大幅に正確である。

## 圧力分布
ある迎角で飛行する翼型の周囲には、いわゆる圧力分布が存在する。この圧力分布とは、翼型の周囲各点における圧力係数 {\displaystyle C_{p}} の値のことである。
このような圧力分布は、グラフで視覚的に表現されることが多く、通常は負の数値がグラフの上側に表示される。これは、翼の上面における {\displaystyle C_{p}} がより負の値を持つ（すなわち圧力が低い）ことを示すためであり、その結果、上面の曲線がグラフの上側に描かれる。

## 空力係数との関係
空力における3つの主要な空力係数（揚力係数、抗力係数、およびモーメント係数）は、いずれも圧力係数 {\displaystyle C_{p}} の分布を翼の弦長に沿って積分することで得られる。
特に、完全に水平な翼面を持つ2次元翼型における揚力係数 {\displaystyle C_{l}}は、上下面の圧力係数分布の差の積分として求められる。この式は、パネル法による揚力近似の数値積分には直接用いることはできない。なぜなら、この式は圧力による揚力の方向を考慮しておらず、迎角がゼロの場合にのみ成り立つからである。
{\displaystyle C_{l}={\frac {1}{x_{TE}-x_{LE}}}\int \limits _{x_{LE}}^{x_{TE}}\left(C_{p_{l}}(x)-C_{p_{u}}(x)\right)dx}
ここで
{\displaystyle C_{p_{l}}} ：翼の下面における圧力係数
{\displaystyle C_{p_{u}}} ：翼の上面における圧力係数
{\displaystyle x_{LE}} ：翼前縁の位置
{\displaystyle x_{TE}} ：翼後縁の位置
圧力係数 {\displaystyle C_{p}} が負である（すなわち圧力が低い）ほど、上面では揚力の寄与が大きくなる。一方、下面で {\displaystyle C_{p}} がより負（より低圧）であると、その分だけ揚力ではなく下向きの力（ダウンフォース）として作用するため、積分では負の寄与として現れる。